# Махмудова, Феруза Юлдашевна
Феруза Юлдашевна Махмудова (узб. Feruza Yuldashevna Maxmudova, род. 1975, Ташкент, Узбекская ССР) — узбекская женщина-дипломат. Действующий Чрезвычайный и Полномочный Посол Узбекистана в Израиле. Вторая женщина-посол в истории страны после Гульнары Каримовой, бывшей послом в Испании с января 2010 года по июль 2012 года.

## Биография
Родилась в Ташкенте, столице Узбекской ССР в 1975 году.
В 1996 году окончила факультет международных отношений Университета мировой экономики и дипломатии (УМЭД). В 2009 году получила степень магистра по гуманитарным наукам в Тюбингенском университете.
В 1996−2006 гг. работала в центральном аппарате Министерства иностранных дел Узбекистана, участвовала в организации визитов на высоком уровне. В 2014—2018 гг. работала в Институте стратегических и межрегиональных исследований при Президенте Республики Узбекистан. В 2018−2020 гг. занимала должность начальника Главного управления двустороннего сотрудничества Министерства иностранных дел.
19 июня 2020 года Сенат Олий Мажлиса Республики Узбекистан одобрил назначение Ферузы Махмудовой послом в Израиле.